# Equifax
Equifax — американское бюро кредитной истории. Equifax собирает информацию более чем о 800 миллионов физических лиц и более чем на 88 миллионов компаний по всему миру. Основана в 1899 году, расположена в Атланте, штат Джорджия. Является одним из трех крупнейших кредитных агентств в США наряду с Experian и TransUnion (вместе их называют “большой тройкой”). Годовой доход Equifax составляет 3,1 миллиарда долларов США, в компании работает более 9 тысяч сотрудников в 14 странах.
Помимо кредитного скоринга, предоставления кредитных рейтингов и демографических данных для бизнеса, Equifax предлагает коммерческие услуги кредитного мониторинга и предотвращения мошенничества непосредственно потребителям. В соответствии с законами США, как и другие бюро кредитных историй, Equifax предоставляет жителям США один бесплатный отчет о кредитном рейтинге в год.
В сентябре 2017 Equifax сообщила, что подверглась крупнейшему взлому в период с середины мая до июля 2017 года, в ходе которого злоумышленники получили доступ к персональным данным 145,5 млн человек, жителей США, Канады и Великобритании. Были украдены полные имена, номера социального страхования, даты рождения, адреса и, в некоторых случаях, номера водительских прав. Также была украдена информация о 209 тысячах кредитных карт. Компания утверждает, что обнаружила свидетельства о киберпреступлении 29 июля 2017.
В марте 2018 года Комиссия по ценным бумагам и биржам США обвинила бывшего ИТ-директора Equifax Джуна Йинга в незаконной инсайдерской торговле, поскольку он продавал акции компании до того, как информация о взломе была обнародована. После расследования, проведенного ФБР, Йинг признал свою вину, был приговорен к четырем месяцам тюремного заключения плюс год надзорного освобождения, оштрафован на 55 000 долл. 00 и предписано выплатить реституцию в размере 117 117,61 долларов США в июне 2019 года. Менеджер Equifax Судхакар Редди Бонту также признал себя виновным в инсайдерской торговле и был приговорен к 8 месяцам домашнего заключения.
В июле 2019 года газеты The New York Times, New York Post и другие СМИ сообщили, что компания Equifax согласилась выплатить около 650 миллионов долларов США для урегулирования спора с Федеральной торговой комиссией (ФТК), чтобы разрешить расследования генеральных прокуроров нескольких штатов, Бюро по финансовой защите потребителей, ФТК и коллективный иск потребителей, связанный с утечкой данных.
Однако к сентябрю 2019 года компания Equifax добавила в процесс рассмотрения претензий дополнительные требования и "препятствия", что поставило под сомнение возможность получения ранее объявленного денежного возмещения в размере 125 долларов США на каждого пострадавшего потребителя.
19 декабря 2019 года федеральный судья в Атланте присудил адвокатам по групповым искам, представляющим интересы потребителей, около 77,5 миллиона долларов, предполагая, что отдельные потребители могут рассчитывать на получение примерно шести или семи долларов.

## Equifax в России
Длительное время Equifax действовало в России через дочернюю компанию ООО «Бюро кредитных историй Эквифакс». Компания входила в тройку крупнейших российских бюро кредитных историй. В августе 2022 года вышестоящая структура Equifax - Equfax Luxemburg вышла из капитала российского ООО. По 25% доли в компании перешли новым совладельцам российского банка «Хоум Банк» Ибрагиму Загидулину, Елизавете Чайке, Дмитрию Чемендрякову и Ивану Тыртышкину. После этого компания была переименована в БКИ «Скоринг бюро».